# Boris Iwanowski

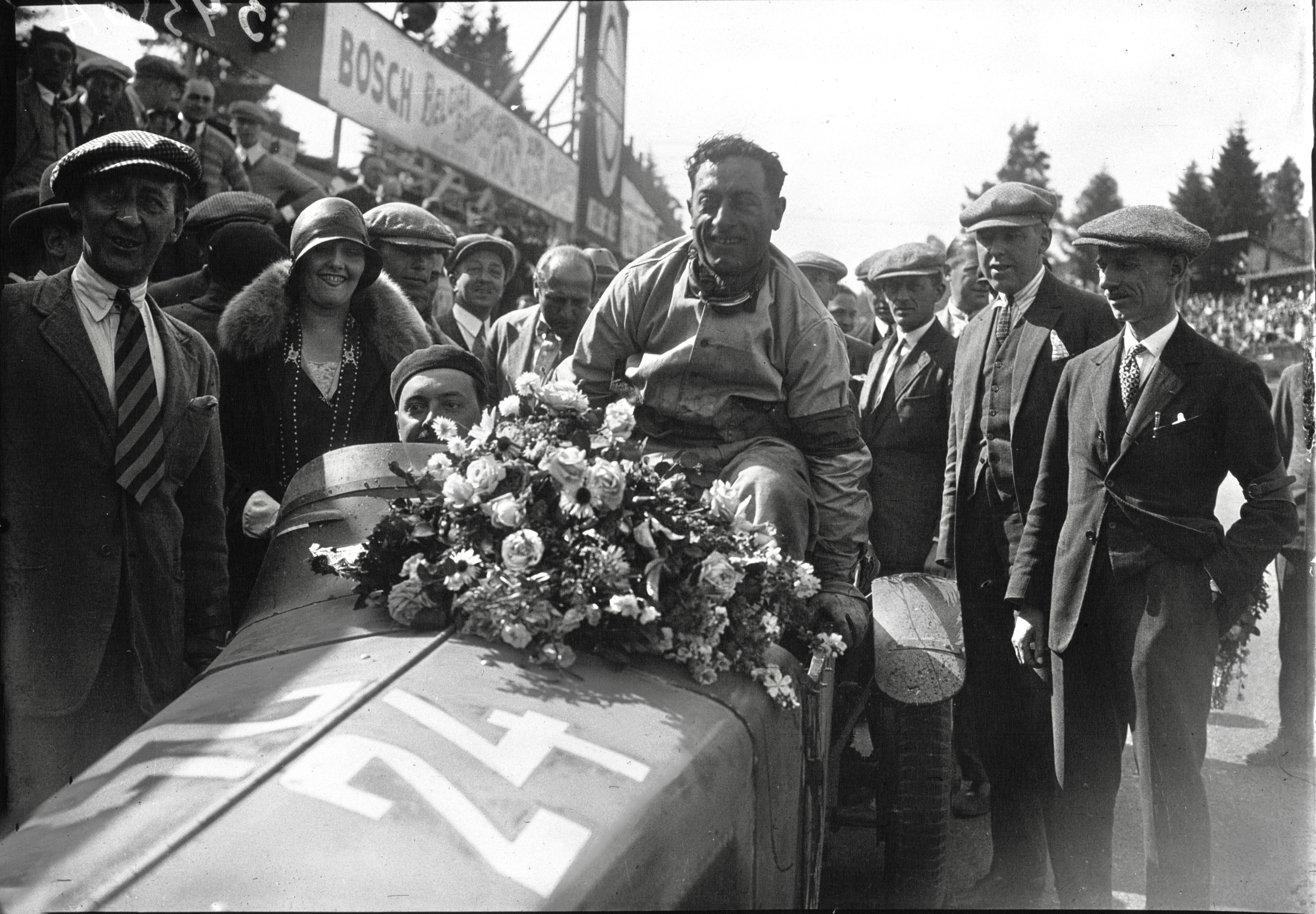
Iwanowski (am Steuer) und Attilio Marinoni nach ihrem Sieg beim 24-Stunden-Rennen von Spa-Francorchamps 1928.

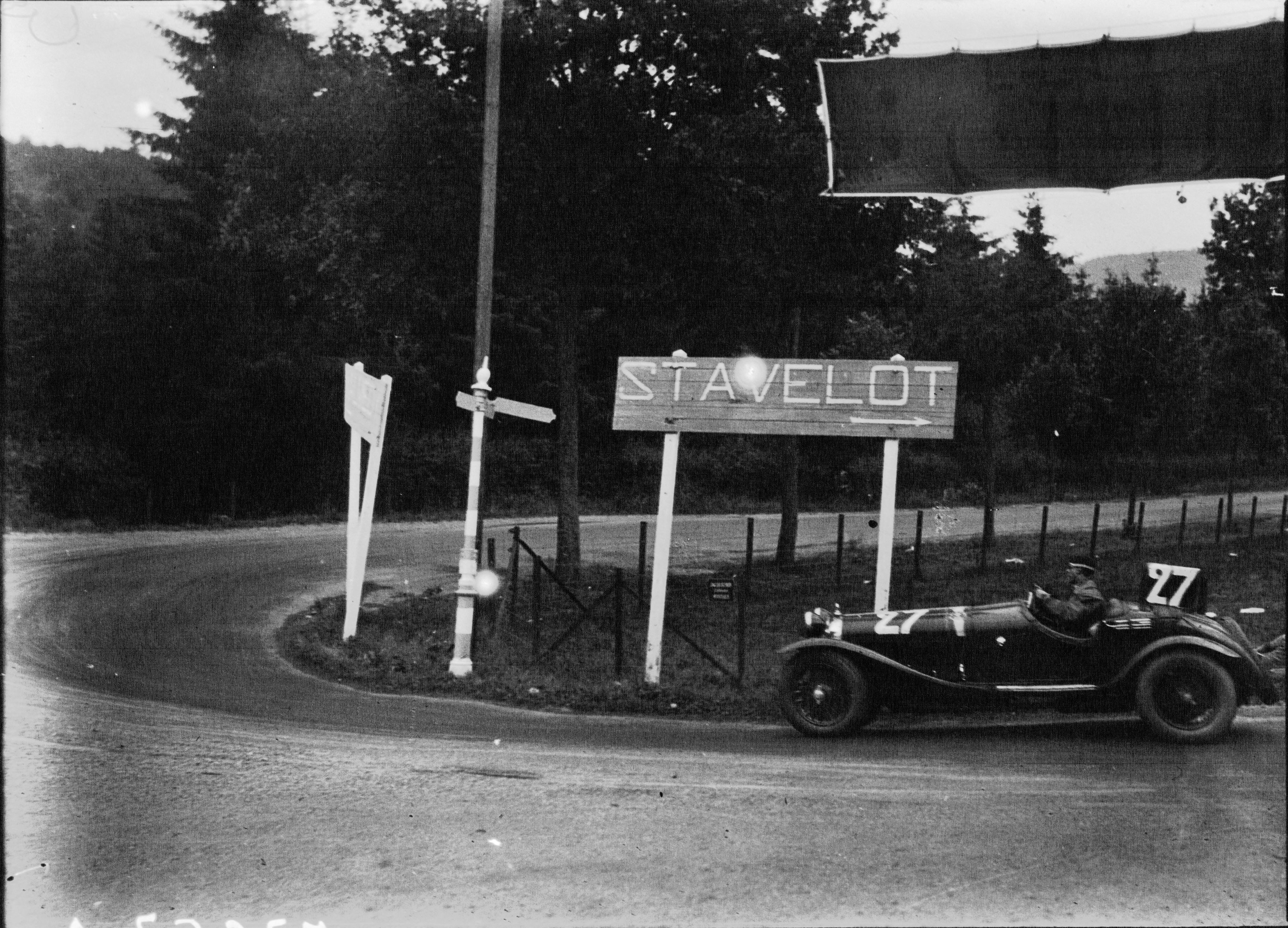
Iwanowski 1930 in Spa am Steuer eines Alfa Romeo 6C 1750.

Boris Ippolitowitsch Iwanowski (russisch Борис Ипполитович Ивановский, wiss. Transliteration Boris Ippolitovič Ivanovskij; * 12. Januar 1893 in Aşgabat; † 1967 in Venezuela) war ein russischer Automobilrennfahrer.

## Karriere
Boris Iwanowski gehörte als Offizier der Leibgarde von Zar Nikolaus II. an. Er musste nach dem Ausbruch der Russischen Revolution sein Land verlassen und ging nach Frankreich ins Exil. Der aus vermögendem Hause stammende Iwanowski behielt aber seine russische Staatsbürgerschaft und begann in den 1920er-Jahren Autorennen zu fahren.
1928 gewann er zusammen mit Attilio Marinoni auf einem Alfa Romeo 6C 1500S das 24-Stunden-Rennen von Spa-Francorchamps und 1929 den Großen Preis von Irland. 1931 wurde er Gesamtzweiter beim 24-Stunden-Rennen von Le Mans. Iwanowski setzte seinen privaten Mercedes-Benz SSK ein und teilte sich das Steuer mit dem Franzosen Henri Stoffel.

## Statistik

### Le-Mans-Ergebnisse
| Jahr | Team               | Fahrzeug          | Teamkollege   | Platzierung            | Ausfallgrund |
| ---- | ------------------ | ----------------- | ------------- | ---------------------- | ------------ |
| 1931 | Valerij Tatarinoff | Mercedes-Benz SSK | Henri Stoffel | Rang 2 und Klassensieg |              |

### 24-St-Spa-Ergebnisse
| Jahr | Team                  | Fahrzeug              | Teamkollege      | Platzierung            | Ausfallgrund |
| ---- | --------------------- | --------------------- | ---------------- | ---------------------- | ------------ |
| 1924 | Automobiles Bignan    | Bignan 3 Litre        | Jacques Ledure   | Ausfall                | Unfall       |
| 1928 | Soc. Anon. Alfa Romeo | Alfa Romeo 6C 1500 SS | Attilio Marinoni | Gesamtsieg             |              |
| 1929 | George Eyston         | Alfa Romeo 6C 1500 tf | George Eyston    | Rang 2 und Klassensieg |              |
| 1930 | Soc. Anon. Alfa Romeo | Alfa Romeo 6C 1750 GS | Franco Cortese   | Rang 2                 |              |
| 1931 | Boris Iwanowski       | Mercedes-Benz SSK     | Henri Stoffel    | Ausfall                | Achsbruch    |